# PZL M-15 Belphegor
Mielec M-15 je bilo enomotorno reaktivno agrikulturno letalo, ki ga je zasnoval poljski PZL Mielec. Zaradi hrupa in nekonvencionalnega izgleda je dobil vzdevek po demonu Belfegorju. 
M-15 so zasnovali, ker je Sovjetska zveza potrebovala nova in bolj napredna agrikulturna letala kot npr. An-2. Sovjeti so tudi vztrajali pri uporabi turbofan motorja, kar je posebnost pri agrikulturnih letalih. 

## Tehnične specifikacije (M-15)
Podatki iz 7
Splošne karakteristike
- Posadka: 1
- Število sedežev: 

  - 2.900 L (638 imp. galon) tekočih razpršil ali
  - 2.200 kg (4850 lb) suhih razpršil
- Dolžina: 12,72 m (41 ft 8¾ in)
- Razpon kril: 22,33 m (73 ft 3¾ in)
- Višina: 5,34 m (17 ft 6½ in)
- Površina kril: 67,50 m² (726,6 ft²)
- Teža praznega letala: 3.090 kg (6812 lb)
- Maks. vzletna teža: 5.650 kg (12456 lb)
- Pogon letala: 1 × Ivčenko-Progress AI-25 turbofan, 14,7 kN (3306 lbf)

 Zmogljivost 
- Maks. hitrost: 200 km/h (108 vozlov, 124 mph)
- Potovalna hitrost: 140–165 km/h (76–89 vozlov, 87–103 mph) običajna hitrost
- Hitrost porušitve vzgona: 108 km/h (58,5 vozlov, 67,5 mph)
- Doseg: 400 km (216 nmi, 248 mi)
- Hitrost vzpenjanja: 4,8 m/s (950 ft/min)